# Charlotta Neyts
Charlotta Neyts, född 1806, död 1883, var en nederländsk sångare.
Hon var engagerad vid Koninklijke Schouwburg i Haag mellan 1837 och 1876. 